# Gora Tall
Gora Tall (n. 20 mai 1985) este un fotbalist senegalez, care joacă pentru echipa de fotbal Al-Shabab, pe postul de fundaș central. A fost împrumutat de la APOP Kinyras până la sfârșitul sezonului 2009-2010 de Steaua București. Are o selecție la echipa națională de fotbal a Senegalului.